# 工藤かずや
工藤 かずや（1941年 - ）は、日本の小説家、劇画原作者。長野県上田市出身。

## 人物
小説を書きながら『週刊漫画アクション』（双葉社）「恵子のチャンピオン」で原作デビュー。
「マグナム」で第1回集英社青年漫画大賞原作賞受賞。
劇画原作で数百編、小説で五十数編の発表作品がある。
『ゴルゴ13』の脚本を手掛け、「アルヘンチーノ・ティグレ」・「死闘ダイヤ・カット・ダイヤ」など約20話を執筆している。
その他の代表作に小説「異形の者」「恨み葵」原作『イリーガル』・『危険なジル』・『信長』・『パイナップルARMY』等がある。

## 作品一覧

### 漫画
(暫定的に50音順。)
- 哀シャドー（作画：平野仁）
- アイドルK（作画：峰岸とおる）
- 青い豹（作画：とんぼはうす）
- AYUKO（作画：久保田真二）
- 荒鬼（作画：武本サブロー）
- 暗殺者ローザ（作画：みやわき心太郎）
- 「異形の者」(小説)
- イリーガル（作画：木村直巳）
- 「恨み葵」(小説)
- 危険なジル（作画：松久由宇）
- 恭子の修羅（作画：高橋よしひろ）
- 極道ステーキ（作画：土山しげる）
- ゴルゴ13（作画：さいとう・たかを）

- サイボーイ（作画：内山まもる）
- サイラス（作画：秋月めぐる）
- THE EDGE 新撰組（作画：SHINYA）
- 刺客 怨み葵（作画：さいとう・たかを）
- 新選組（作画：金井たつお）

- 武田二十四将（作画：大島やすいち）
- 望郷戦士（作画：北崎拓）
- タイニー/THAINI (作画：松森正)
- ドッグ・ゲーム（作画：とんぼはうす）

- 信長（作画：池上遼一）

- パイナップルARMY（作画：浦沢直樹）
- 裸の妹（作画：舞栖トロ） ※成年漫画　愛妹（アイマイ）に改題、作画担当者の名義をマナベタダシに変更して電子書籍化
- 左ききのバニー（作画：松久由宇）
- 陽美子（作画：松久鷹人）
- BON（作画：鈴木岳生）

- 舞（作画：池上遼一）
- MAKIKO（作画：寺岡道雄）
- マグニチュード（作画：千葉潔和）
- MOTHER（作画：秋原龍彦）
- 摩天楼（作画：廿里祥一郎）
- 真夜中の刑事（作画：土山しげる）

- 利休七哲（作画：西崎泰正）

- ワンディ・アーミー（作画：左近士諒）
- 荒鬼(武本サブロー)
- 九文字銀蔵(作画:渡辺保裕)連載中

### 小説
- 異形者（いぎょうのもの）（表紙・挿絵：池上遼一）
- 新選組の闇
- 寿命交換の奈緒
- 愛しきはお勢
- 土方歳三の戦さ
- 最強商人土方歳三
- 沖田総司が辞世の句に読んだ、生涯ただひとり愛した人とは